# Volksempfänger

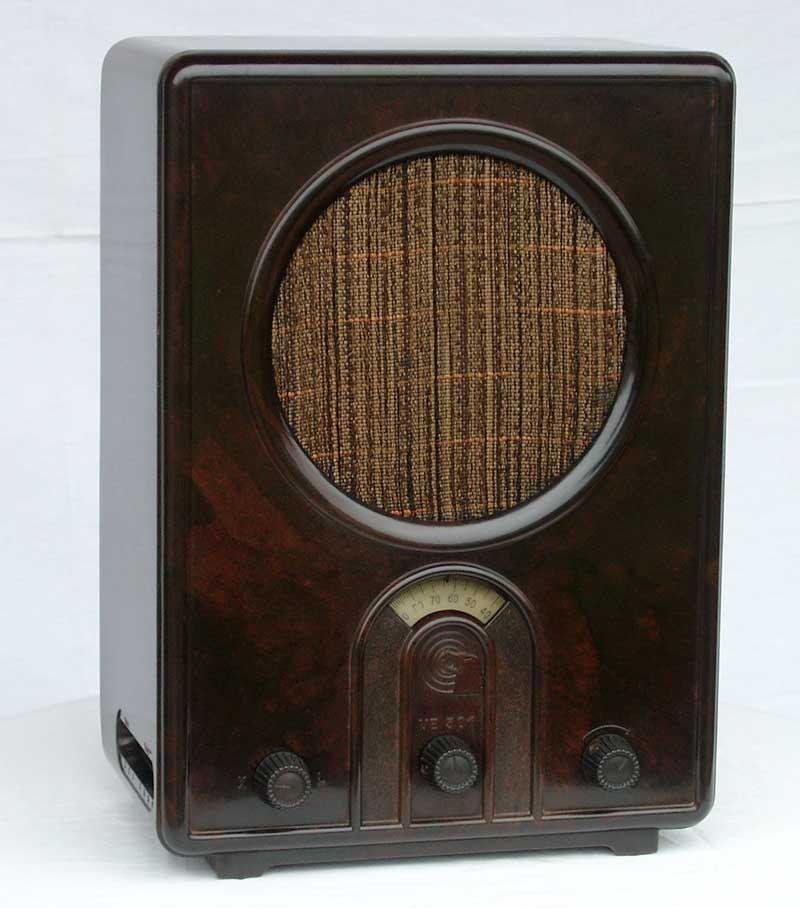
Volksempfänger VE301

Volksempfänger (česky Lidový přijímač) byla řada radiopřijímačů vyvinutých Otto Griessingem na objednávku německého ministra propagandy Josepha Goebbelse.
Účelem programu Volksempfänger bylo vytvořit radiopřijímače dostupné široké veřejnosti. Goebbels si uvědomil velký propagandistický potenciál tohoto relativně nového média, a proto považoval širší dostupnost přijímačů za velmi důležitou.

## Historie
Původní model Volksempfänger VE301 (číslo 301 se vztahuje k 30. 1. 1933, dnu převzetí moci nacisty) byl představen 18. srpna 1933 na 10. německé rozhlasové výstavě v Berlíně. VE301 byl k dostání za snadno dostupnou cenu 76 říšských marek (ekvivalent průměrné mzdy za dva týdny). Později byl vyráběn levnější model DKE38 (Deutscher Kleinempfänger, lidově nazývaný Goebbelsova huba), který byl prodáván na splátky za cenu 35 říšských marek. Dále byly vyráběny další modely pod různými názvy. Masové rozšíření těchto levných přístrojů způsobilo, že v roce 1941 vlastnilo rádio 65 % německých domácností, oproti 25 % v roce 1933.
Volksempfänger byl navržen tak, aby mohl být vyráběn co nejlevněji, a v důsledku toho nebyl možný poslech stanic vysílajících na krátkých vlnách. Na stupnici ladění, na rozdíl od praxe obvyklé v této době, neměl vyznačené přibližné pozice hlavních evropských stanic. Byly vyznačeny pouze německé a rakouské stanice a levnější modely měly uvedeny pouze čísla. Citlivost přijímače byla omezena kvůli snížení výrobních nákladů tak, aby bylo možno naladit celostátní Deutschlandsender a místní stanice. Zahraniční stanice mohly být přijímány po setmění s externí anténou, zejména když stanice jako např. BBC World Service v průběhu války zvýšily vysílací výkon.
Poslech zahraničních stanic se po zahájení války stal v Německu trestným činem, zatímco na některých okupovaných územích, např. v Polsku, byl poslech rádia zakázán všem neněmeckým obyvatelům (později za války byl tento zákaz rozšířen na další okupované země, kde docházelo k masovému zabavování radiopřijímačů). Tresty se pohybovaly od pokut a zabavení rádií až k odsouzení do koncentračního tábora nebo i k smrti. Nicméně, tajný poslech byl rozšířený v mnoha nacisty okupovaných zemích i (zejména později za války) v Německu samotném. Němci se také pokoušeli o rušení radiového signálu některých nepřátelských stanic, ale s omezeným úspěchem.

## Ohlas v kultuře
- Album Radio-Activity, vydané v roce 1975 německými průkopníky elektronické hudby Kraftwerk, má na obalu Deutscher Kleinempfänger DKE38.
- Německá skupina Welle: Erdball nahrála skladbu Volksempfänger VE-301, která se poprvé objevila na jejich albu Die Wunderwelt der Technik z roku 2002.
- Během svého pobytu v Berlíně v 70. letech americký umělec Edward Kienholz vytvořil sérii prací s názvem Volksempfänger, za použití starých rádií, která se v té době dala levně koupit na bleších trzích, což bylo důsledkem velkého množství kusů vyrobených v předválečných letech.

## Galerie

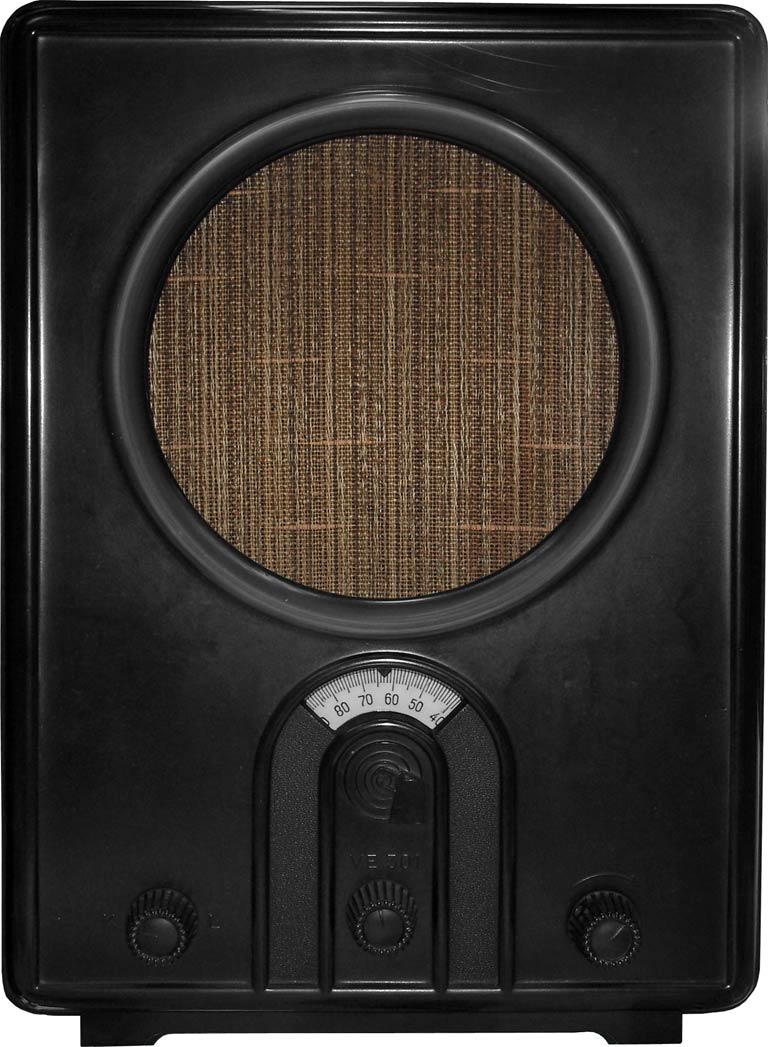
Volksempfänger VE301
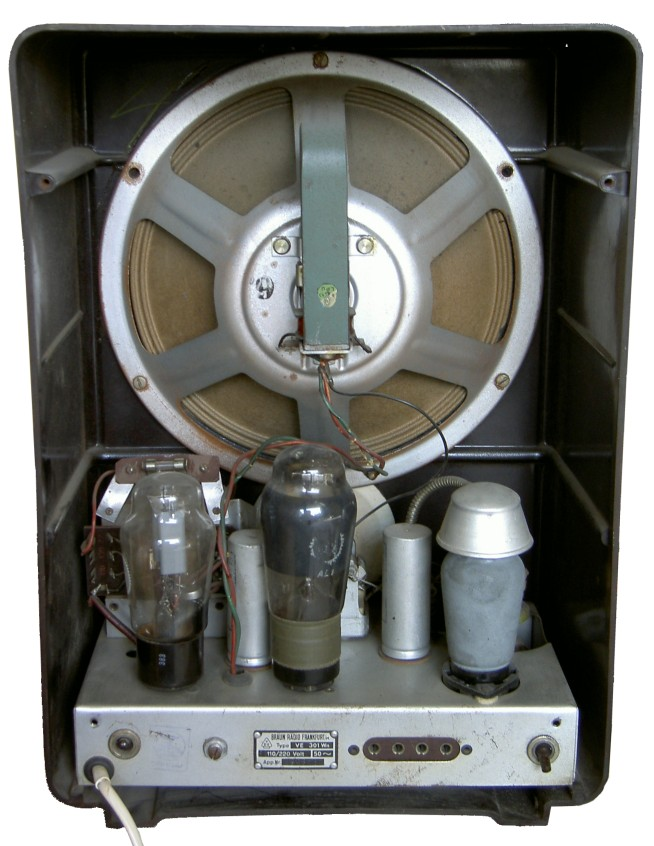
Vnitřek VE301
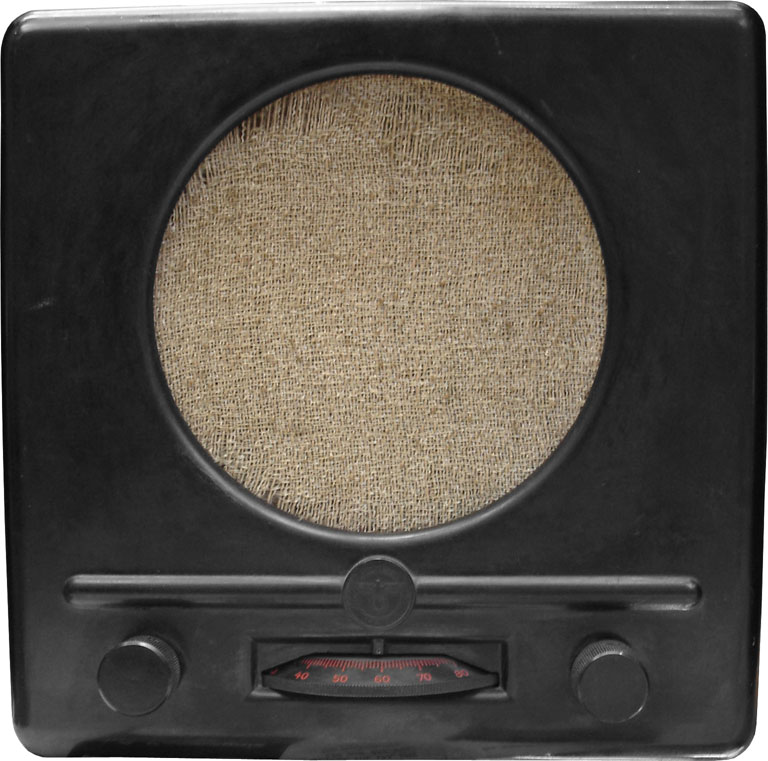
Deutscher Kleinempfänger DKE38
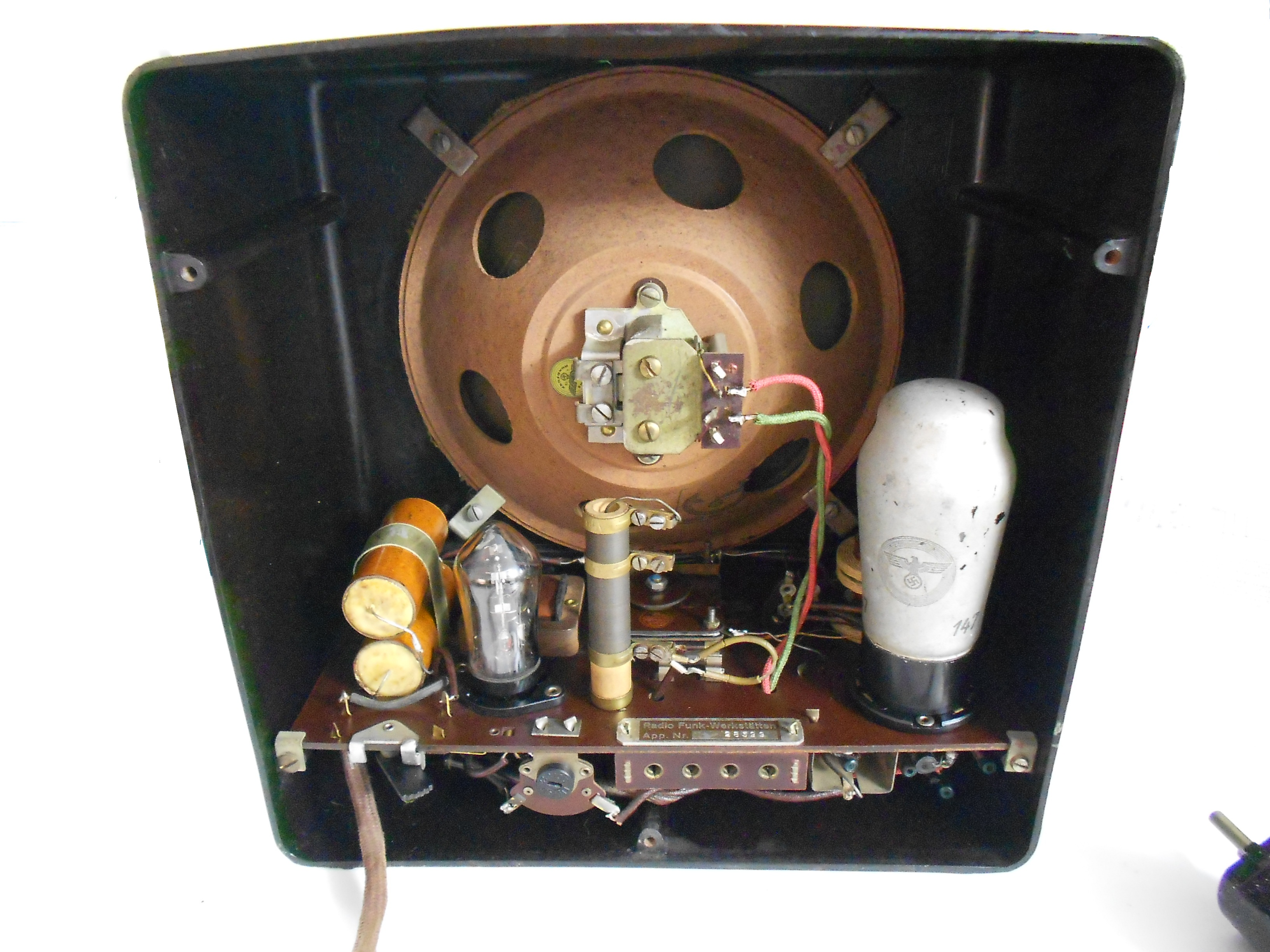
Vnitřek DKE38
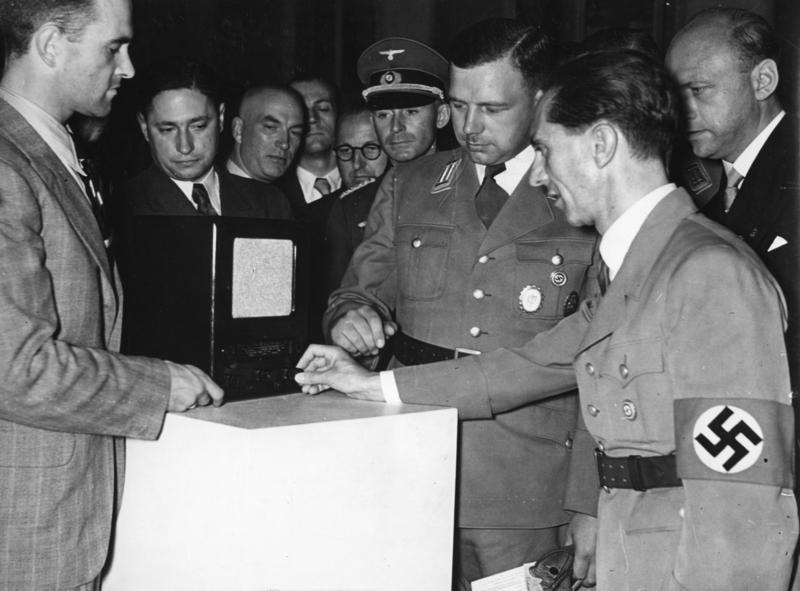
Joseph Gobbels a Volksempfänger (1938)
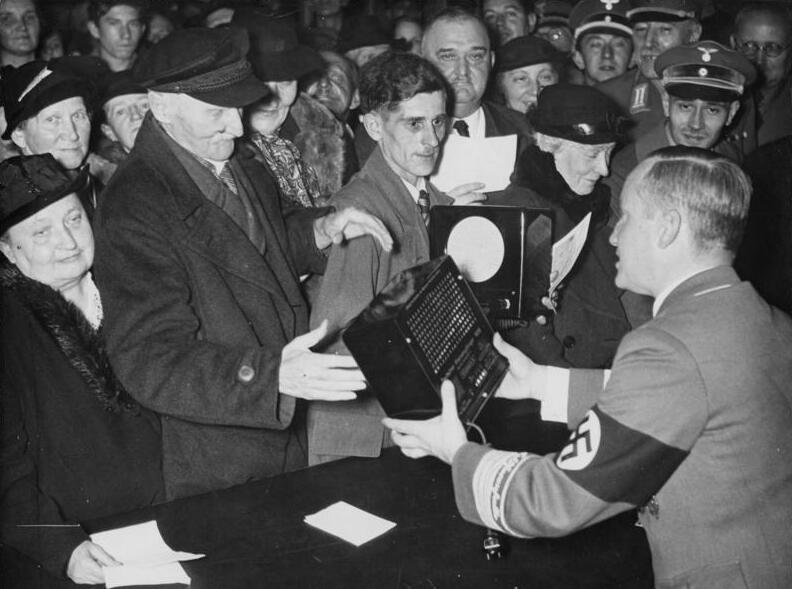
Distribuce 500 kusů DKE38 u příležitosti Goebbelsových 41. narozenin (1938)